# Bizantinsko-beneški sporazum (1082)
Bizantinsko-beneški sporazum iz leta 1082 je bila trgovinski in obrambni sporazum, sklenjen med Bizantinskim cesarstvom in Beneško republiko  v obliki zlate bule, ki jo je izdal cesar Aleksej I. Komnen. Sporazum je Benečanom zagotovil velike trgovinske koncesije v zameno za njihovo pomoč v vojnah proti Normanom. Sporazum je imel velik vpliv tako na cesarstvo kot na republiko in je nekaj naslednjih stoletij narekoval zgodovini obeh držav. 

## Določbe
Bizantinsko cesarstvo je podeliko Beneški republiki veliko trgovinskih koncesij v zameno za vojaško podporo proti Normanom, ki so napadali in osvajali različna bizantinska posestva v cesarstvu in zunaj njega. V skladu s sporazumom so Bizantinci podelili Benečanom pravico do trgovanja po celotnem cesarstvu brez plečevanja davkov.  Benečanom bi bil dovoljen tudi nadzor nad glavnimi pristaniškimi objekti Konstantinopla in več ključnimi javnimi uradi. Sporazum je beneškemu dožu podelil različne časti in prihodke. In ne nazadnje so dobili Benečani znotraj Konstantinopla  svojo četrt s trgovinami, cerkvijo in pekarno, kar bi lahko primerjali s koncesijami kolonializma 19. stoletja.   
V zameno za trgovinske koncesije in druge ugodnosti je Bizantinsko cesarstvo od Benečanov zahtevalo zahtevalo vojaško podporo Benečanov, zlasti v obliki ladij, saj cesarstvo ni imelo prave mornarice. 

## Posledice
Vojaška pomoč, ki jo je obljubila Beneška republika, se je uresničila v  pomorski blokadi Normanov pri Draču, kar je Normane prisililo v spopad z Bizantinci. Ugodnosti, ki so jih pridobili Benečani, so bile veliko večje od pridobitev Bizantincev, saj so učinkovito izkoristili vse ugodnosti, ki so jih pridobili s sporazumom. Zmožnost Bizantinskega cesarstva, da bi si po izgubah opomoglo, se je znatno zmanjšala zaradi ogromnih prihodkov, ki se jim je odreklo, ko je Benečanom dovolilo svobodno trgovanje brez davkov. Sporazum je zadušil moč  cesarstva, da bi okrevalo,  in pomenil začetek njegovega dokončnega propada.